# Cophixalus aimbensis
Cophixalus aimbensis är en groddjursart som beskrevs av Jones Hiaso 2002. Cophixalus aimbensis ingår i släktet Cophixalus och familjen Microhylidae. IUCN kategoriserar arten globalt som otillräckligt studerad. Inga underarter finns listade i Catalogue of Life.